# 1976 в Українській РСР
1976 в Україні — це перелік головних подій, що відбуваються у 1976 році в Україні. Також подано список відомих осіб, що народилися та померли в 1976 році. Крім того, зібрано список пам'ятних дат та ювілеїв 1976 року.

## Пам'ятні дати та ювілеї
- 950 років з часу укладення між князями Ярославом Мудрим та Мстислава Хороброго угоди, за якою Мстислав отримав у правління лівобережжя Дніпра. Княжим містом Мстислава був Чернігів у 1026 році.
- 900 років з часу зведення на київський престол князя Всеволода Ярославича після смерті його брата Святослава Ярославича у 1076 році.
- 900 років з часу створення «Ізборника» для князя Святослава Ярославича у 1076 році.
- 750 років з часу міжусобної війни між князями Олегом Курським та Михайлом Всеволодовичем за Чернігів, яку виграв останній у 1226 році.
- 600 років з часу захоплення Любартом Гедиміновичем галицького князівського престолу у 1376 році.
- 575 років з часу підпорядковання Київській митрополії Галицької у 1401 році.
- 450 років з часу загарбання західної частини Закарпаття австрійськими Габсбургами, а східної — Трансільванським князівством у 1526 році.
- 400 років з часу заснування Острозької школи — першого навчального закладу університетського рівня на території України у 1576 році.
- 350 років з часу походу флотилії гетьмана Михайла Дорошенка на Трапезунд, Синоп і Самсонів (Самсун).
- 350 років з часу заснування Немирівського церковного братства для боротьби проти католизації і ополячення.
- 325 років з часу, як:
  - війська під проводом Богдана Хмельницького зазнали поразки в Битві під Берестечком 28 червня 1651 року.
  - відбулася Битва під Лоєвом 6 липня 1651 року.
  - відбулася Битва під Білою Церквою, що не визначила переможця 23 — 25 вересня 1651 року.
  - Гетьман Богдан Хмельницький підписав з поляками Білоцерківський мирний договір 28 вересня 1651 року.
- 300 років з часу завершення польсько-турецької війни за Правобережну Україну у 1676 році.
- 300 років з часу укладення Журавненської мирної угоди між Річчю Посполитою та Османською імперією 17 жовтня 1676 року.
- 300 років з часу початку Московсько-турецької війни (1676—1681 років) у 1676 році.
- 300 років з часу захоплення військами лівобережного гетьмана Івана Самойловича разом із моковськими Чигирина в ході Чигиринських походів у вересні 1676 року.
- 300 років з часу відмови Петра Дорошенка від гетьманства у 19 вересня 1676 року (був вивезений до Москви).
- 275 років з часу запровадження указом гетьмана Івана Мазепи дводенної панщини — першої закондавчо оформленої спроби закріпачення селян на території України у 1701 році.
- 275 років з часу отримання Києво-Могилянською колегією статусу академії[1] у 1701 році.
- 200 років з часу виходу першого примірника «Gazette de Leopol» у Львові — першого відомого періодичного видання на території України 15 січня 1776 року.
- 200 років з часу відправлення останнього українського кошового отамана Петра Калнишевського на Соловецькі острови 29 липня 1776 року, де він провів в ув'язненні 25 років. Монастирському керівництву було наказано утримувати Калнишевського «без відпусток із монастиря, заборонити не лише листування, але ще й спілкування з іншими персонами і тримати під вартою солдат монастиря».
- 150 років з часу завершення повстання Чернігівського полку 4 січня 1826 року.
- 100 років з часу видання Емського указу імператора Російської імперії Олександра II 18 травня 1876 року.
- 50 років з часу відкриття у Києві театру опери та балету 1 жовтня 1926 року.
- 50 років з часу відкриття у Києві Київського російського драматичного театру 15 жовтня 1926 року.

### Видатних особистостей

#### Народились
- 900 років з дня народження (1076 рік):
  - Мстислав I Володимирович (Великий) — Великий князь Київський; син Володимира II Мономаха та Ґіти — дочки англійського короля Гарольда II, останній князь, що утримував єдність Київської держави.
- 450 років з дня народження (1526 рік):
  - Костянтин Василь Острозький — воєнний, політичний і культурний діяч Великого Князівства Литовського, воєвода Київський, маршалок Волинський, засновник Острозької академії, видавець Острозької Біблії; син гетьмана Костянтина Острозького.
- 325 років з дня народження (1651 рік):
  - Димитрій Туптало (Данило Савич Туптало) — український та російський церковний діяч, вчений, письменник і проповідник, богослов.
- 275 років з дня народження (1701 рік):
  - Григорович-Барський Василь Григорович — український письменник, мандрівник.
- 225 років з дня народження (1751 рік):
  - Бортнянський Дмитро Степанович — український композитор, диригент, співак.
- 175 років з дня народження (1801 рік):
  - Остроградський Михайло Васильович — український математик, викладач Колегії Анрі IV (Париж), професор Петербурзького університету та Морського кадетського корпусу, член Петербурзької АН (з 1830 р.), Паризької (з 1856 р.), Римської й Туринської Академій наук.
  - Даль Володимир Іванович — російський та український лексикограф, етнограф, письменник (Тлумачний словник живої великоруської мови).
- 150 років з дня народження (1826 рік):
  - Куїловський-Сас Юліян — український церковний діяч, греко-католицький митрополит.
- 125 років з дня народження (1851 рік):
  - Левицький Венедикт — український греко-католицький церковний діяч, педагог, професор і ректор Львівського університету (1829—1830).
  - Шульгин Яків Миколайович — український історик, педагог, громадсько-культурний діяч родом з Києва, співтворець культурного відродження України кінця XIX — початку XX століть.
  - Підвисоцький Кость Осипович — український актор, режисер, драматург.
  - Левинський Іван Іванович  — український архітектор, педагог, підприємець, громадський діяч.
  - Кравчинський Сергій Михайлович  — революціонер-народник, письменник.
  - Кочура Михайло Федорович  — український культурний діяч, письменник, поет.
  - Бродський Ераст Костянтинович — український землевласник, громадський діяч та меценат, дійсний статський радник.
  - Ковалевський Максим Максимович  — український правник, соціолог, історик, суспільний і політичний діяч; академік Петербурзької АН та інших численних товариств і академій, професор Московського та Петербурзького університетів, університетів у Стокгольмі, Оксфорді.
  - Калачевський Михайло Миколайович — український композитор, піаніст, музично-громадський діяч та юрист.
  - Бразоль Сергій Євгенович  — громадський діяч, чиновник, гофмейстер Миколи ІІ.
  - Лизогуб Федір Андрійович  — український громадський і політичний діяч. У 1901—1915 роках — голова Полтавської губернської земської управи. У 1918 р. був міністром внутрішніх справ і з 24 жовтня 1918 — головою Ради міністрів Української держави.
  - Крушевський Микола В'ячеславович  — мовознавець, фольклорист, перекладач, спеціаліст з загального та індоєвропейського мовознавства, співавтор поняття «фонема».
  - Білецький Микола Федорович  — український зоолог і фізіолог.
  - Неплюєв Микола Миколайович  — богослов, громадський діяч, педагог і мислитель.

#### Померли
- 900 років з часу смерті (1076 рік):
  - київського князя Святослава Ярославича (Святослава II) — князя чернігівського (1054—1073 рр.), великий князь київський (1073-76 рр.); син Ярослава Мудрого. 942 роки тому, в 49 років (нар. 1027 р.).
- 400 років з часу смерті (1576 рік):
  - Богдан Ружинський — низовий запорозький гетьман (1575—1576).
- 275 років з часу смерті (1701 рік):
  - Дем'ян Многогрішний (Дем'ян Гнатович Ігнатович), гетьман Лівобережної України (1669—1672 рр.)
- 125 років з часу смерті (1851 рік):
  - Соленик Карпо Трохимович  — український актор-комік, майстер імпровізації, один із засновників українського реалістичного театру.
  - Кобилиця Лук'ян  — громадський і політичний діяч, керівник селянського руху на теренах австрійської частини Буковини в 1840-х рр.
  - Мелетій Носков  — виконувач обов'язків ректора Києво-Могилянської академії, архімандрит Київського Видубицького, Чернігівських Домницького та Єлецького, Острозького Спаського, Лубенського Мгарського монастирів.
- 50 років з дня смерті Симона Васильовича Петлюри, українського державного, військового та політичного діяча, публіциста, літературного і театрального критика, організатор українських збройних сил, члена Генерального секретаріату Української Центральної Ради на посаді Генерального секретаря з військових справ (1917), Головного отамана військ Української Народної Республіки (УНР) (1918), Голови Директорії УНР (1919—1920).

## Події
- 8 травня — Генеральному секретарю ЦК КПРС Леоніду Іллічу Брежнєву присвоєно звання Маршала Радянського Союзу.
- 9 листопада — у Києві створено Українську громадську групу сприяння виконанню Гельсінських угод, яка об'єднала діячів українського правозахисного руху. Керівником групи став письменник Микола Руденко.

## Особи

### Народились
- 19 лютого — Дмитро Назарійович Яремчук, український естрадний співак (тенор), заслужений артист України (2004), народний артист України (2017).
- 26 лютого — Дмитро Миколайович Джулай, український футбольний телекоментатор, працює на спортивному телеканалі «Setanta Sport EurAsia» (Ірландія).
- 5 березня — Олексій Павлович Дівєєв-Церковний, український телеведучий, продюсер, переможець шоу «Останній герой. Друга висадка».
- 18 березня — Жанна Осипівна Бадоєва, українська телеведуча, актриса, відома за телепередачею «Орел і решка».
- 24 березня — Сергій Геннадійович Арбузов, український економіст, фінансист, підприємець, політик та державний діяч.
- 25 березня — Володимир Володимирович Кличко, відомий український боксер, Олімпійський чемпіон з боксу у надважкій ваговій категорії (1996), чемпіон світу з боксу у важкій ваговій категорії за версіями WBO (2000—2003, з 2008 р.), IBF (з 2006 р.), IBO (з 2006 р.), The Ring (з 2009 р.), WBA (з 2011 р.).
- 2 травня — Оксана Іванівна Сироїд, український політик, народний депутат України VIII скликання (пройшла за списком «Об'єднання „Самопоміч“»), Заступник Голови Верховної Ради України (перша жінка на цій посаді), експерт «Реанімаційного пакету реформ».
- 20 травня — Усатий Андрій В'ячеславович, кандидат педагогічних наук (2009), завідувач кафедри дидактичної лінгвістики та літературознавства Житомирського державного університету імені Івана Франка (2013).
- 10 червня — Андрій Віталійович Шевченко, український громадський діяч, політик та журналіст.
- 23 червня — В'ячеслав Васильович Деркач, український біатлоніст, майстер спорту України міжнародного класу з біатлону, член національної збірної команди України, неодноразовий переможець першостей та Чемпіонатів України. Учасник чотирьох Зимових Олімпійських ігор: 1998, 2002, 2006 та 2010 років.
- 13 липня — Олег Геннадійович Сенцов, український кінорежисер, сценарист та письменник[2], громадський активіст, Генеральний директор кінокомпанії «Край Кінема»[3], лауреат Шевченківської премії.
- 30 серпня — Остроух Віталій Іванович, український географ-картограф, кандидат географічних наук, доцент Київського національного університету імені Тараса Шевченка.
- 5 вересня — Тетяна Констянтинівна Гуцу, українська гімнастка, дворазова олімпійська чемпіонка (1982).
- 23 вересня — Антон Анатолійович Лірник, український шоумен, сценарист, телевізійний ведучий, музикант, резидент Камеді Клаб, учасник «Дуету Чехова», режисер та продюсер.
- 29 вересня — Андрій Миколайович Шевченко, відомий український футболіст («Динамо» Київ, «Мілан», «Челсі» Лондон), п'ятиразовий чемпіон України (1995-99), чемпіон Італії (2004), переможець Ліги чемпіонів УЄФА (2003), Суперкубка УЄФА (2004), лауреат «Золотого мяча» (2004), гооловний тренер Національної збірної України (2015).
- 12 жовтня — Зось-Кіор Микола Валерійович, український вчений, економіст, доктор економічних наук (2016), доцент.
- 15 листопада — Володимир Іванович Єзерський, український футболіст, захисник, виступав за збірну України.
- 25 листопада — Олена Ігорівна Вітриченко, українська гімнастка, бронзовий призер Олімпійських ігор.
- 11 грудня — Владислав Валерійович Івченко, український письменник, журналіст.
- 14 грудня — Дідик Андрій Миколайович, український науковець, підприємець, аудитор та економіст. Доктор економічних наук.
- 20 грудня — Монолатій Іван Сергійович, український вчений і педагог, історик, етнополітолог, краєзнавець, кандидат історичних наук, доктор політичних наук, професор, почесний громадянин міста Коломиї, академік Академії наук вищої школи України, дійсний член НТШ.

### Померли
- 26 січня — Надія Калістратівна Титаренко (нар. 1903 р.), українська актриса, заслужена артистка України, працювала у Першому театрі УРР ім. Шевченка, театрі «Березіль», Харківському театрі.
- 26 квітня — Василь Ілліч Касіян (нар. 1896 р.), український художник, професор, академік.
- 15 травня — Михайло Сергійович Гречуха (нар. 1902 р.), український радянський партійний і державний діяч, керівник Верховної Ради УРСР, член ЦК КПУ в 1938 — 1961 р. Кандидат в члени ЦК КПРС в 1956 — 1961 р. Член Політичного бюро ЦК КП(б)У в липні 1939 — травні 1961 р. Депутат Верховної Ради УРСР 1-5-го скликань. Депутат Верховної Ради СРСР 1-5-го скликань.
- 26 серпня — Юрій Корнійович Смолич (нар. 1900 р.), український письменник (Мир хатам, війна палацам, Вони не пройшли).
- 4 листопада — Грановський Олександр Анастасійович (нар. 1887 р.), український американський науковець, зоолог-ентомолог (США), публіцист і поет. Дійсний член НТШ та УВАН, голова Організації Відродження України.
- 5 листопада — Панас Федорович Кочура (справжнє прізвище Кочур; нар. 1905 р.), український письменник, прозаїк.

## Засновані, створені
1976 рік
- Лисичанський нафтопереробний завод.